# Дъвка
Дъвката е продукт, който е предназначен за дъвчене, без да бъде поглъщан. Съвременните дъвки са съставени от гумена основа, подсладители, пластификатори, оцветители и аромати, както и твърдо прахообразно покритие.

## История на дъвката
- 4000 – 3500 г. пр. Хр. – брезова смола била употребявана за залепване на счупени керамични съдове и върхове на стрели. Археолозите смятат, че хората през неолита са използвали и антисептичните и свойства – дъвчели са я, за да лекуват инфекции на устната кухина.
- 50 г. – древните гърци дъвчели смола от мастиково дърво.
- XVI век – испански документи разказват, че маите дъвчели дъвка, направена от сока на саподилово дърво.
- XVII век – коренните американци споделят навика си за дъвчене с европейските колонисти.

### Съвремие
- 1848 г. – Джон Къртис започва да произвежда първата дъвка за търговска продажба в САЩ – т. нар. дъвка от чист смърчов сок от щата Мейн.
- 60-те години на XIX век – мексиканският генерал Антонио Лопес де Санта Ана донася в САЩ смола от саподилово дърво надявайки се да я продаде като суровина за направа на гума.
- 1869 г. – Уилям Семпъл, заболекар от Охайо, получава първия патент за дъвка.
- 1928 г. – Уолтър Димар случайно създава рецепта за дъвка, която прави балончета. Той добавя единствения оцветител за храна, с който разполага – светлорозов.
- 1941 – 1945 г. – дъвката Дабъл Бабъл влиза във войнишкия порцион. Американската армия пука балончета от Париж до Филипините, което увеличава популярността на дъвката.
- 50-те години на XX век – на пазара излиза дъвка без захар.
- 1996 г. – пусната е в свободна продажба Никорет – първата никотинова дъвка, която помага на пушачите да откажат цигарите.
- 2004 г. – Сингапур смекчава омразната забрана върху дъвките.

## Употреба в американската армия
Американските военни често били снабдявани с дъвки по време на Първата световна война, защото, от една страна, им помагали да се концентрират по-лесно, а от друга, да се освободят от стреса. През 1935 около 5500 кг дъвка били издъвкани от всеки от войниците. Към 2005 година американската армия спонсорира създаването на формула за нов вид дъвка, която да съдържа антибактериални вещества, за да не се налага на войниците да си мият зъбите на бойното поле. Новият продукт не се очаква да влезе в употреба в близко бъдеще.
В последно време американските военни снабдяват войниците с кофеинова дъвка, за да ги поддържа в готовност за дълги периоди от време, без да усещат умора или сънливост. Всяка дъвка съдържа около 100 мг кофеин, колкото има в обикновена чаша кафе. Въпреки че дъвките се предлагат в пакетите готова храна, счита се за обидно войник да дъвче дъвка, докато е на пост.
Дъвките са включени към хранителните пакети на канадските части като част от средствата за поддържане на устна хигиена.
Рикалдентната дъвка е част от дневната дажба на новозенландските военни части от май 2007. За нея се смята, че поддържа добра устна хигиена и пази от опасни бактерии по бойните полета. Проучвания показват, че рикалдентната дъвка подпомага реминерализацията, предотвратяваща образуването на кариеси по зъбите. Дъвченето на дъвка също така освобождава от стреса.